# Lorens von der Linde
Baron Lorens von der Linde (ur. 30 lipca 1610, zm. 25 czerwca 1670) – szwedzki wojskowy, generał major od 1647, generał od 1655, feldmarszałek od 1665.